# Finspångs AIK
Der Finspångs Allmänna Idrottsklubb, häufig abgekürzt mit FAIK, ist ein Sportverein aus dem zentralschwedischen Finspång. Der Klub ist insbesondere für seine Bandymannschaft, die erstklassig spielte, und seine Fußballmannschaft, die in der zweithöchsten schwedischen Spielklasse antrat, bekannt.

## Geschichte
Finspångs AIK gründete sich am 8. Juni 1937. Der Klub entstand aus einem Zusammenschluss aus dem 1914 gegründeten Finspångs IK, der seinerseits auf den kurzzeitig existierenden, 1907 gegründeten Finspångs IF zurückging, und dem 1923 aus der Taufe gehobenen Finspångs Arbetares Idrottsförening. Mit dem Leichtathleten Artur Svensson stellte Ersterer einen Medaillengewinner bei den Olympischen Sommerspielen 1924. In den 1930er Jahren rückten Bandy und Fußball unter den Sportarten der beiden Vereine in den Vordergrund, wobei FAIF im Bandy und FIF im Fußball die erfolgreichere Mannschaft stellte.
1939 stiegen die Fußballer von FAIK erstmals in die zweithöchste Spielklasse auf, dort hielt die Mannschaft lediglich aufgrund des besseren Torquotienten gegenüber dem punktgleichen IK Tord die Klasse. Nach zwei sechsten Plätzen in den folgenden Spielzeiten gewann der Klub vor Åtvidabergs FF und Nyköpings AIK die Oststaffel, in den anschließenden Spielen um den Aufstieg traf er auf IK Brage. Nach einer 0:1-Niederlage und einem 2:0-Erfolg fiel die Entscheidung über den Aufstieg in einem dritten Spiel; dort musste sich die Mannschaft mit einer 0:9-Niederlage deutlich geschlagen geben. Bereits in der nächsten Spielzeit erfolgte der Einbruch, gemeinsam mit Västerås SK beendete sie die Spielzeit im Sommer 1944 auf einem Abstiegsplatz.
1959 kehrten die Fußballer ein weiteres Mal in die Zweitklassigkeit zurück, stiegen aber direkt wieder ab. Nach dem erneuten Aufstieg zur Spielzeit 1966 währte der Aufenthalt in der zweithöchsten Spielklasse zwei Spielzeiten. In der dritten Liga platzierte sich die Mannschaft auf dem zweiten oder dritten Tabellenplatz. 1972 wurde sie Staffelsieger, scheiterte aber nach drei Niederlagen hinter Degerfors IF, Grimsås IF und IFK Stockholm als Gruppenletzter. Auch im folgenden Jahr reichte es nach dem erneuten Staffelsieg hinter IFK Falköping, Emmaboda IS und erneut IFK Stockholm nur zum letzten Platz. Ab Mitte der 1970er Jahre rutschte der Klub in den mittleren Tabellenbereich, ehe er Ende 1979 in die vierte Liga abstieg. Nach dem Abstieg in die Fünftklassigkeit zehn Jahre später verabschiedete sich die Mannschaft abgesehen von einer kurzen Stippvisite in der vierten Liga in der zweiten Hälfte der 1990er Jahre vom höherklassigen Fußball.
1941 spielte die Bandymannschaft eine Spielzeit in der höchsten schwedischen Bandyspielklasse, stieg aber nach nur einem Saisonsieg gegen IFK Växjö gemeinsam mit dem Konkurrenten ab. 